# Michael Küchmeister

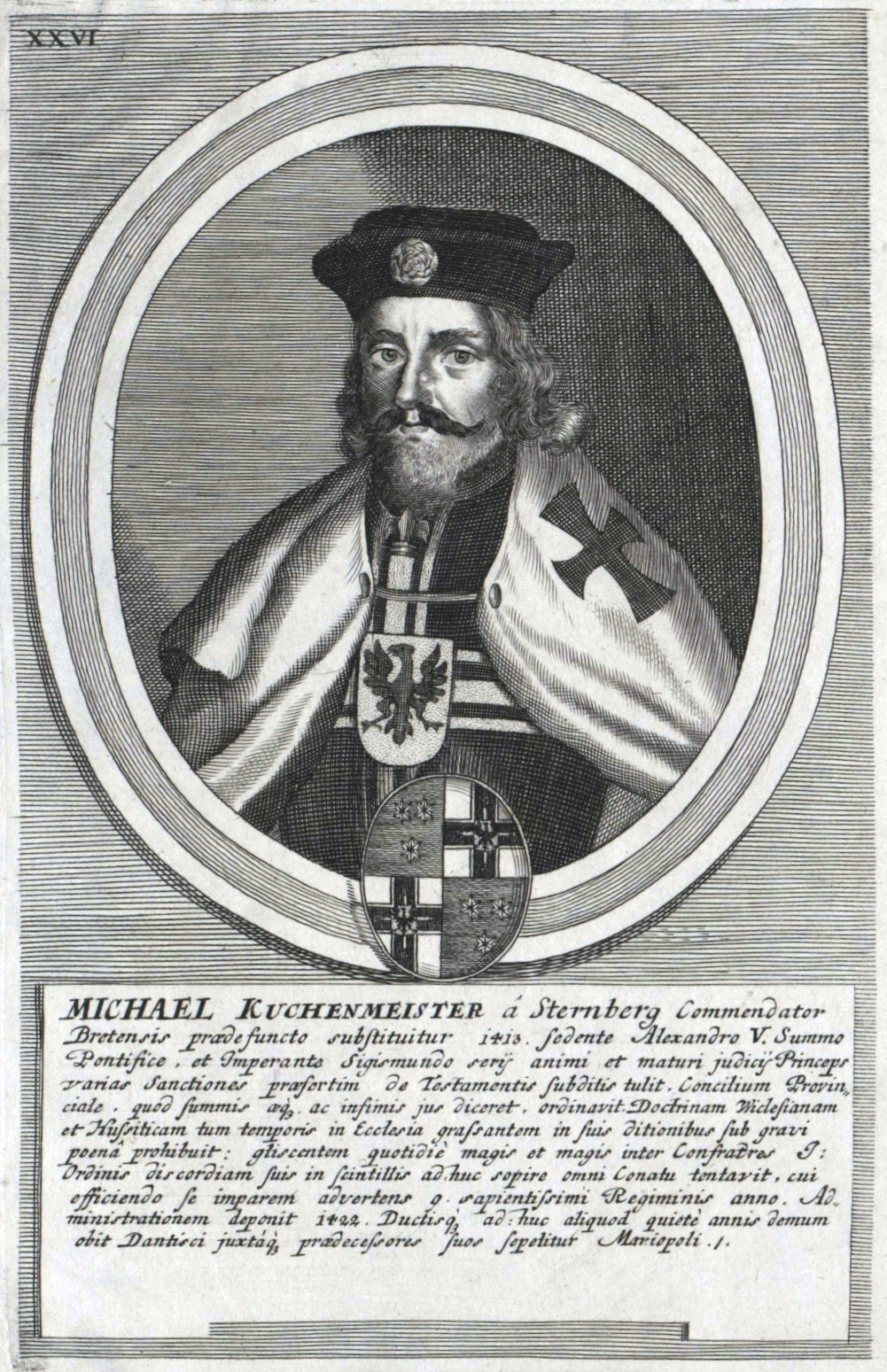
Michael Küchmeister in einer späteren Darstellung

Michael Küchmeister (* 1360 oder 1370 in Schlesien; † 15. Dezember 1423 in Danzig) war der 28. Hochmeister des Deutschen Ordens in der Zeit von 1414 bis 1422.
Er entstammte dem alten meißnischen Adelsgeschlecht der Küchmeister, das bei den Markgrafen von Meißen das Amt des Küchenmeisters innehatte.

Zunächst Pfleger von Rastenburg, Vogt von Schamaiten und Vogt der Neumark war er in den Jahren 1402 bis 1405 Großschäffer in Königsberg. Während des Krieges gegen die Polnisch-Litauische Union geriet er 1410 in der Schlacht bei Krone in polnische Gefangenschaft. Nach seiner Rückkehr nach Preußen wurde er von Heinrich von Plauen im November 1410 zum Ordensmarschall ernannt, dem Führer des Ordensheeres.

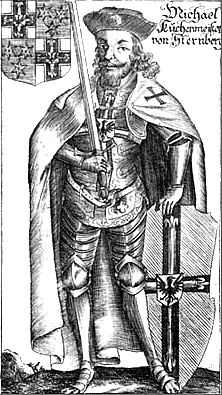
Michael Küchmeister

Heinrich widersetzte sich im Herbst 1413 bei einem Grenzkonflikt über die künftigen Gebietsansprüche auf das Memelland dem Schiedsspruch des kaiserlichen Gesandten Benedikt Makrai, demzufolge das Memelland einschließlich Klaipėda nicht an den Deutschen Orden übergehen sollte. Dies sah Heinrich als Kriegsanlass und rief zu den Waffen. Als Hauptvertreter der „Friedenspartei“ im Orden meuterte Küchmeister nun gegen Hochmeister Heinrich von Plauen und ließ das Ordensheer nicht in Polen einrücken. Auf dem preußischen Großkapitel am 14. Oktober 1413 setzte Küchmeister die Absetzung Heinrichs von Plauen durch, und am 9. Januar 1414 ließ er sich selbst zum Hochmeister wählen. Gleich nach seinem Amtsantritt ließ er Heinrich von Plauen wegen Hochverrats verhaften und seine gesamte Amtszeit über gefangenhalten.

Er bemühte sich ab Mai 1414, gänzlich neue Verhandlungen mit Polen aufzunehmen, was der polnische König Władysław II. Jagiełło ablehnte: Er bestand auf Heinrichs Wiedereinsetzung und dem Schiedsspruch Benedikt Makrais. Noch im Sommer 1414 fielen polnisch-litauische Truppen in den Deutschordensstaat ein und verwüsteten das Ermland. Schon im Oktober endete der sogenannte Hungerkrieg mit einem Waffenstillstand. Es folgten mehrfach durch verschiedene Konfliktvermittler verlängerte Waffenstillstände, die für den Orden äußerst kostspielig waren, da man zugleich durch die vergangenen Kriege geschwächt war, teure Verhandlungen auf dem Konzil von Konstanz und später andernorts führen musste und für den alljährlich denkbaren Abbruch der Verhandlungen Truppen ausheben und ausrüsten musste.

Hochmeisterwappen Michael Küchmeisters

Darum gelangen Küchmeister in den Folgejahren kaum Fortschritte bei der Beseitigung der Kriegsfolgen und der Befriedung des Landes, obwohl unter seiner Führung Reformen auch zugunsten der Handwerker und Bürger des Ordensstaates in Angriff genommen wurden. Ab 1419 begannen erneut umfassende und langwierige Friedensverhandlungen mit Polen, die 1422 in den Frieden von Melnosee mündeten, deren Abschluss er jedoch nicht mehr als Hochmeister erlebte. Zur besseren Befestigung der Marienburg setzte er den noch von Heinrich von Plauen begonnenen Bau eines neuen Wehrgürtels an der Nordseite fort.
Das „Neue Tor“ wurde zu seiner Zeit vom Ordensbaumeister Nicolaus Fellenstein errichtet.
Am 10. März 1422 erfolgte der Rücktritt des inzwischen kranken und resignierten Hochmeisters. Danach war er noch Komtur von Mewe und von Danzig, wo er am 15. Dezember 1423 starb. Beigesetzt wurde er in der Sankt-Annen-Gruft der Marienburg.